# Arthur Sauer

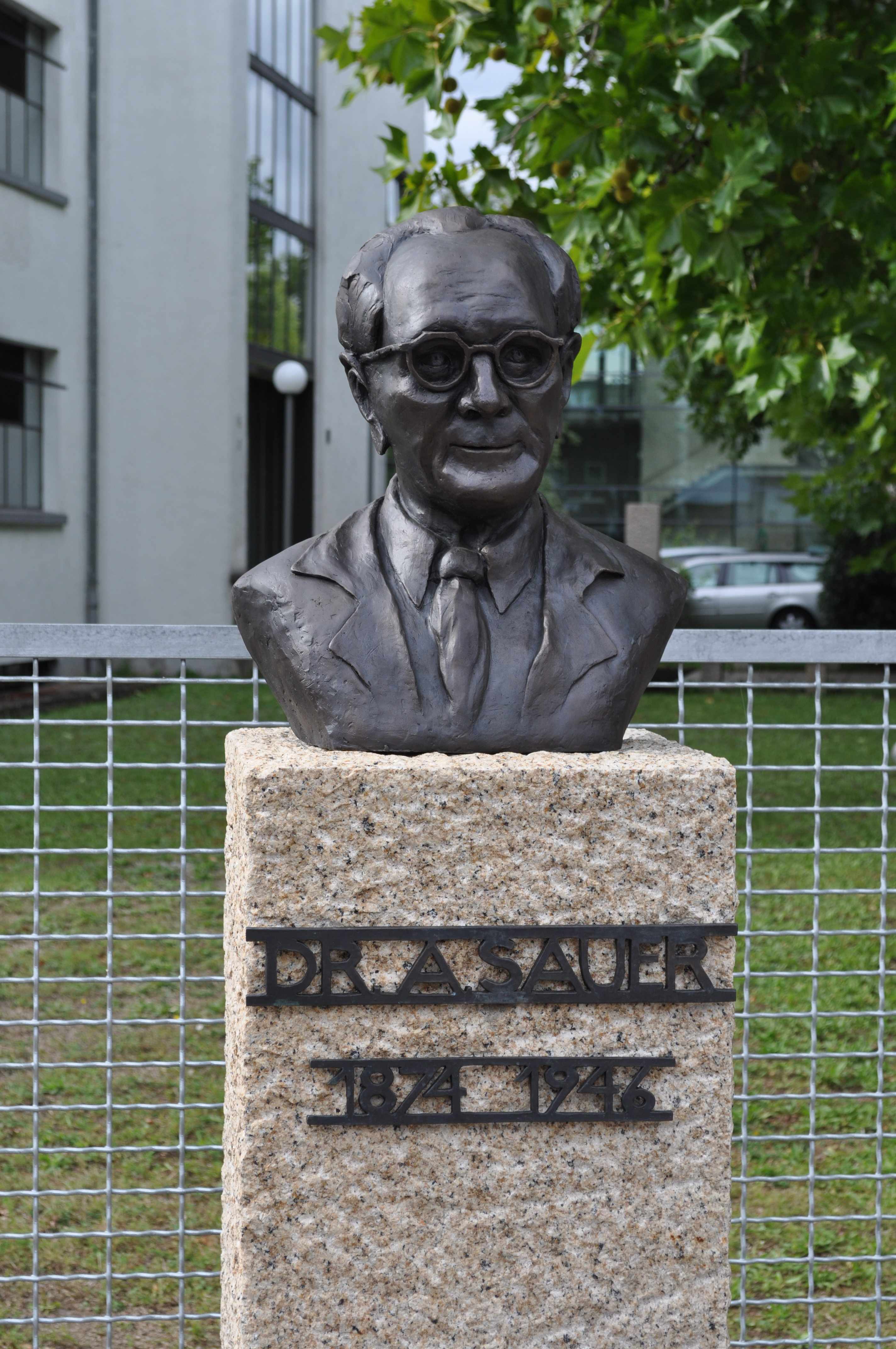
Büste Arthur Sauer

Arthur Sauer (* 30. April 1874 in Wiesentheid in Unterfranken; † 29. November 1946) war ein deutscher Chemiker, Unternehmer und Mäzen.

## Leben
Arthur Sauer wurde im April 1874 als Sohn des Schönbornschen Kanzlei- und Domänenrat Kaspar Sauer im unterfränkischen Wiesentheid geboren. Er studierte ab dem Wintersemester 1893/94 im nahegelegenen Würzburg Chemie und promovierte 1897 an der philosophischen Fakultät der Universität Würzburg. Zuvor war er einige Zeit Assistent bei Wilhelm Conrad Röntgen. Der Titel seiner Dissertation lautete "Über Isonitramine und deren Spaltung in untersalpetrige Säure".
Sauer zog es jedoch in die chemische Praxis, so dass er 1897 zu Verwandten nach Bensheim an die Bergstraße umsiedelte. In diesem Jahr trat er auch in die Firma des Wormser Apothekers Rudolf Pizzala ein, die er bereits ein Jahr später übernahm. Das Geld hierzu wurde ihm von Wilhelm Euler, einem Papierfabrikanten und Politiker aus Bensheim, zur Verfügung gestellt.
Im selben Jahr heiratete er Anna Maria Feigel († 1945), eine Tochter aus einem Weinhandelgeschlecht aus Bensheim. Aus der Ehe sind die vier Kinder Maria (* 1899), Kurt (1901–1936), Doris (* 1910) und Lieselotte (* 1919) hervorgegangen.
Vor dem Ersten Weltkrieg kandidierte Sauer in Bensheim für die Partei Friedrich Naumanns und hoffte auf einen Sitz im Reichstag. In den Wahlen von 1912 unterlag er jedoch dem SPD-Kandidaten. Aufgrund seines Alters blieb er von einer Einberufung in den Ersten Weltkrieg verschont. Ein erneuter Versuch, 1920 in den Reichstag zu gelangen, scheiterte, woraufhin er sein politisches Engagement zurückschraubte und sich auf seine Reisen, sein literarisches Schaffen und seine Firma konzentrierte.
In seinen literarischen und philosophischen Veröffentlichungen in der Zeit des Ersten Weltkrieges sind verschiedentlich Anklänge an die Anthroposophie von Rudolf Steiner zu erkennen.
Nach dem Ersten Weltkrieg verlief die wirtschaftliche Entwicklung seiner Firma zunächst nicht günstig. Kurzfristig überlegte er sogar, sich davon ganz zu trennen. Mit der Umstellung der Produktion auf Heilmittel und Kosmetika unter dem Markennamen Fissan brachten Mitte der 1920er Jahre jedoch einen Aufschwung. Arthur Sauer änderte den Namen der Firma zunächst in Deutsche Milchwerke Dr. A. Sauer und wurde mit den Produkten der Marke Fissan erfolgreich. Ab 1924 nahm die Firma daher den Namen Fissan-Werke an.
In den 1920er und frühen 1930er Jahren unternahm Sauer zahlreiche Reisen nach Ägypten, Nordafrika, Italien, Spanien, Portugal und Südamerika. Dort sammelte er bleibende künstlerische Eindrücke, die sich auf seine weiteren baulichen und künstlerischen Entwicklungen in seiner Firma in Zwingenberg auswirken sollten.
Mit Georg Fehleisen traf er 1927 auf einen jungen Architekten, der sowohl seine Liebe für die moderne Architektur im Stile des Bauhauses als auch anthroposophische Einstellungen teilte. Ab 1928 wurde Fehleisen daher zum Hausarchitekten von Arthur Sauer und seinen Fissan-Werken.
Am 1. Mai 1937 wurde das Werk zum nationalsozialistischen Musterbetrieb ernannt – und dies bis 1939 in Folge, wobei sich die teilnehmenden Firmen immer wieder neu dem Wettbewerb stellen mussten. Auf den Fissan-Gebäuden wehte die "goldene Fahne" der Deutschen Arbeitsfront.
Nach der Besetzung Zwingenbergs durch die amerikanischen Truppen am 27. März 1945 wurden die Fissan-Werksanlagen und Teile der Werkssiedlung sowie die Villa Sauer beschlagnahmt. Die ausgelagerte Produktion konnte bereits am 30. April 1945 wieder aufgenommen werden. Nach Enteignung und Spruchkammerverfahren verstarb Arthur Sauer am 29. November 1946 unter unklaren Umständen.